# Fabian Heinrich
Fabian Heinrich ist ein deutscher Schauspieler und Synchronsprecher.

## Leben
Fabian Heinrich ist der Sohn des Schauspielers Jürgen Heinrich. 
Als Synchronsprecher lieh Heinrich Karlos Sohn KJ aus der Serie Goofy & Max seine Stimme. Daneben sprach er auch Kevin Dawg aus der Nickelodeon-Fernsehserie Fred: The Show sowie Jesse Eisenberg in The Village – Das Dorf und Jose Pablo Cantillo in The Walking Dead. 
Als Darsteller war er 1995 in Das Schwein – Eine deutsche Karriere zu sehen.

## Synchronisation
- 1992–1993: Goofy und Max
- 2012: Fred: The Show
- 2015: Killing Jesus
- 2015–2018: Quantico
- 2018: Blurt – Voll verplappert
- 2018–2025: Cobra Kai